# 村上航
村上 航（むらかみ わたる、1971年1月17日 - ） は、日本の俳優。
長野県出身。 OVERTONE所属。（アスタリスクとは業務提携）。身長176cm、体重59kg。特技は柔軟・水泳、趣味はギター。しっかりとした演技力を持ち、舞台をはじめ、テレビドラマ、映画などで活躍。クセのある顔としなやかな身体を生かし、作家のイメージする世界をつくりあげる力量の持ち主。
TBS系列で放送された『マツコの知らない世界』の2時間スペシャルに坂上忍がゲストで出演した際、「どんな理不尽でも受け入れて体現する実力派俳優」として紹介された。
1998年より劇団 猫のホテルに参加。池田鉄洋主宰のコントユニット「表現・さわやか」のメンバーでもある。ロックバンド「MOCKZ（モックズ）」ボーカル。SNSで毎日「ぼやきインホーム」投稿中。

## 出演

### テレビドラマ
- 北条時宗（2001年、NHK） - 塔二郎 役
- 結婚泥棒（2002年、NHK） - 喫茶店常連客 役
- アルジャーノンに花束を（2002年、フジテレビ） - 服部勇作 役
- ぼくの魔法使い 第7話（2003年、日本テレビ）
- 彼女が死んじゃった 第3話（2004年、日本テレビ）
- 陽はいつか昇る 第6話（2004年、テレビ東京）
- ケータイ刑事 銭形泪 2ndシリーズ 第13話（2004年、BS-i）
- ラストプレゼント 娘と生きる最後の夏（2004年、日本テレビ） - 坂本和史 役
- ディビジョン1 ステージ13『15歳のブルース』（2005年、フジテレビ）
- 電車男（2005年、フジテレビ） - 軍事オタク 役
- 電車男 もう一つの最終回スペシャル（2005年、フジテレビ） - 軍事オタク 役
- 翼の折れた天使たち 第二夜「ライブチャット」（2006年、フジテレビ） - 軍事オタク 役
- ケータイ刑事 銭形雷 2ndシーズン 第5話（2006年、BS-i）- 久森新太郎 役
- 電車男DELUXE 最後の聖戦（2006年、フジテレビ） - 軍事オタク 役
- 弁護士 灰島秀樹（2006年、フジテレビ） - 流川茂 役
- もういちど地下鉄に乗って 第4話（2006年、テレビ朝日）
- 演歌の女王 第6話（2007年、日本テレビ）
- 受験の神様 第2話（2007年、日本テレビ） - 新聞配達員 役
- ユンゲル 完結章「鼠齧る」（2008年、フジテレビ） - メイド喫茶ホール係 役
- あしたの喜多善男 第7話（2008年、フジテレビ） - 研究員 役
- パズル （2008年、朝日放送・テレビ朝日）
- チチ、カエル。〜ボクとオカマの夏休み〜（2008年、フジテレビ） - グッシー 役
- OLにっぽん 第2話（2008年、日本テレビ）
- スマイル 第1話（2009年、TBS） - 裁判官 役
- 子育てプレイ&MORE（2009年、毎日放送）
- 華麗なるスパイ 第3話（2009年、日本テレビ） - 檜山五郎 役
- マジすか学園2 第2話（2011年、テレビ東京） - 課長 役
- 家族法廷 第1話（2011年、BS朝日）
- さばドル（2012年、テレビ東京） - 佐藤実 役
- ラッキーセブン 第8話（2012年、フジテレビ）
- ATARU 第5話（2012年、TBS）
- 書店員ミチルの身の上話 第1話（2013年、NHK）
- 斎藤さん2 第9話（2013年、日本テレビ）
- 殺しの女王蜂 （2012年、テレビ東京）
- 警部補 矢部健三 第2シリーズ 第1話（2013年、テレビ朝日） - 篠崎和輝 役
- 鉄子の育て方（2014年、メ〜テレ） - 神宮前 役
- 青山ワンセグ開発「モラルマン」（2014年、NHK Eテレ）
- 怪奇恋愛作戦 第1話 - 不動産屋 役
- IQ246～華麗なる事件簿～ 第2話（2016年、TBS） - 権藤十三 役
- 99.9-刑事専門弁護士- 第2話（2016年、TBS） - ホームレス 役
- 豆腐プロレス 第3話（2017年、テレビ朝日） - 馬場 役
- 突然ですが、明日結婚します 第7話（2017年、フジテレビ） - 草ヶ谷 役
- 連続テレビ小説 ひよっこ 第73回（2017年6月26日、NHK[3]） - 1964年9月に谷田部実から現金を奪ったひったくり犯
- 全力失踪（2017年、NHK　1話2話　石井仁役）
- 名刺ゲーム 第3話（2017年、WOWOW）
- 大河ドラマ　おんな城主直虎 最終回（2017年、NHK）
- トドメの接吻（2018年、日本テレビ） - 酔っ払い 役
- 越路吹雪物語（2018年、テレビ朝日） - 記者 役
- リーガルV〜元弁護士・小鳥遊翔子〜（2018年、テレビ朝日） - 真壁修一 役
- 年の瀬ドラマ「平成ばしる」（2018年12月28日、テレビ朝日） - 村尾 役
- 虫籠の錠前 （2019年3月22日 - 、WOWOW） - チョウ 役
- 特捜9 season2 第5話　2019年5月8日、テレビ朝日） - 亀谷勇三 役
- 時効警察・復活スペシャル （2019年９月29日 - 、WOWOW） - チョウ 役
- おかしな刑事スペシャル （2020年7月19日 - 、テレビ朝日） - 橘昌良 役
- 真犯人フラグ 第13話（2022年1月23日、日本テレビ） - 岡野拓也 役
- 逃亡医F 第4話・第8話・第9話（2022年2月5日・3月5日・3月12日、日本テレビ） - 野毛谷管理官 役
- 合理的にあり得ない〜探偵・上水流涼子の解明〜 第3話（2023年4月24日、関西テレビ・フジテレビ） - 剣持 役
- それってパクリじゃないですか? 〜新米知的財産部員のお仕事〜 最終話（2023年6月14日、日本テレビ） - 裁判長 役

### 配信ドラマ
- オーバーワーク（2009年）

### 映画
- お茶と麦酒（2000年）
- STRAY DOGS 犬と月（2002年）
- 近未来蟹工船 レプリカント・ジョー（2003年）
- 雨月 U-GETU（2003年）
- 東京おしゃれ探偵シマヅヤマゴウGO!シリーズ（2004年 - ）
- 容疑者 室井慎次（2005年） - 流川茂 役
- 特命係長 只野仁 最後の劇場版（2008年）
- 彼女の一番長い一日
- 裁判長!ここは懲役4年でどうすか（2010年） - 谷川哲也 役
- めめめのくらげ（2013年）
- シン・ゴジラ（2016年） ‐ 津秋健吾[4]
- 音量を上げろタコ!なに歌ってんのか全然わかんねぇんだよ!! （2018年） - ぎょうにんべん 役
- 手（2022年）
- 貞子DX（2022年10月）

### CM
- 富士急行「イエティ＆ぐりんぱ」
- カルビー「ギザギザポテト」
- 丸大ハム「お歳暮」
- NOVA「言い訳太郎」
- トヨタ「ナディア」
- メルカリ（2017年）冬CM 【ピクト夫妻】 - 夫 役

### 舞台
- 「猫のホテル」作品
- 「表現・さわやか」作品

#### 外部出演
- 十字架（2002年、東京グローブ座）
- フリドニア〜フリドニア日記#1?〜（2004年）
- 帰れない二人（2006年）
- 甘い丘（2007年）
- ミートボール（2007年）
- 相思相愛確信犯（2008年）
- 殺める人々（2009年、作・演出：坂上忍）
- 極めてやわらかい道（2011年）
- 謎解きはディナーのあとで（2012年）
- いつも心だけが追いつかない（2012年）
- DRUG STORE（2013年、作・演出：坂上忍）
- 磁界（2013年）
- ぺんぺん草（2014年）
- 或る、致し方ない罪に対する やるせない復讐のはじまり （2015年、作・演出：坂上忍）
- GO WEST（2015年、天王洲 銀河劇場）
- イヌの日（2016年、ザ・スズナリ）
- スイッチ総研「六本木アートナイトスイッチ2016」
- 俺節（2017年、TBS赤坂ACTシアター、オリックス劇場）
- ハングマン（2018年、彩の国さいたま芸術劇場、世田谷パブリックシアター）
- J-WAVE30周年×ゴジゲン10周年企画公演「みみばしる」 本多劇場 ほか （2019年2月）
- 忘れてもらえないの歌（2019年10月15日 - 30日、TBS赤坂ACTシアター / 11月4日 - 10日、オリックス劇場） - 曽根川 役
- ミュージカル『衛生』〜リズム＆バキューム〜（2021年7月9日 - 25日、TBS赤坂ACTシアター／7月30日 - 8月1日、オリックス劇場／8月9日 - 11日、久留米シティプラザ）
- エゴ･サーチ（2022年4月10日 - 24日、東京・紀伊國屋ホール / 4月30日 - 5月1日、大阪・サンケイホールブリーゼ）
- 空夢（2024年4月26日 - 5月6日、すみだパークシアター倉）[5]
- トンデモ?ピーター・パン!〜Peter Pan Goes Wrong〜（2024年9月28日 - 10月1日、梅田芸術劇場 シアター・ドラマシティ / 10月5日・6日、アイプラザ豊橋 / 10月10日 - 14日、東京国際フォーラム ホールC） - ギル 役[6][7]
- きょんとちば Vol.5 -マイノリ60s-（2024年10月23日・24日、紀伊國屋ホール）[8]
- 劇団papercraft 第11回公演「昨日の月」（2025年1月16日 - 19日、彩の国さいたま芸術劇場 小ホール）[9]
- 劇団papercraft 第12回公演「旧体」（2025年8月29日 - 9月3日〈予定〉、KAAT神奈川芸術劇場 大スタジオ）[10]
- スリーピルバーグス 第3回野外公演 in ビーチ！「歌唱劇 パラダイスをくちずさむ」（2025年9月19日 - 21日〈予定〉、竹野浜特設ステージ）[11]

### ラジオドラマ
- 青春アドベンチャー レヴォリューションNo.3（2003年、NHK-FM）
- FMシアター モノローグ男（2004年、NHK-FM）
- 黄昏研修（2016年、NHK-FM）
- J-WAVE SELECTION　JUMP OVER SPECIAL『～バイノーラル・ラジオ・ドラマ　ファミリーサマービュー～』（2020年6月、J-WAVE）

### バラエティ
- マツコの知らない世界（2018年4月17日放送、TBSテレビ） - 坂上忍が「役者の世界」を紹介。坂上一押しの俳優として村上がスタジオに出演し、即興演技を披露した[12]。

### 声優
- フォーカード（2018年、テレビ東京） - ギャラクスス 役